# Refugi de Coma Pedrosa
El refugi de Coma Pedrosa (o de Comapedrosa) és un refugi de muntanya de la Parròquia de La Massana (Andorra) a 2260 m d'altitud i situat a l'esquerra de la presa de l'Estany de les Truites.